# فرودگاه کرو کور
فرودگاه کرو کور (به انگلیسی: Creve Coeur Airport) یک فرودگاه خصوصی بهره‌برداری هوایی است که یک باند فرود بتن دارد و طول باند آن ۱۳۷۲ متر است. این فرودگاه در شهر مریلند هایتز، میزوری کشور ایالات متحده آمریکا قرار دارد و در ارتفاع ۱۴۱٫۱ متری از سطح دریا واقع شده‌است.